# Комбе (Кунео)
Комбе је насеље у Италији у округу Кунео, региону Пијемонт.
Према процени из 2011. у насељу је живело 105 становника. Насеље се налази на надморској висини од 536 м.